# Ball flower

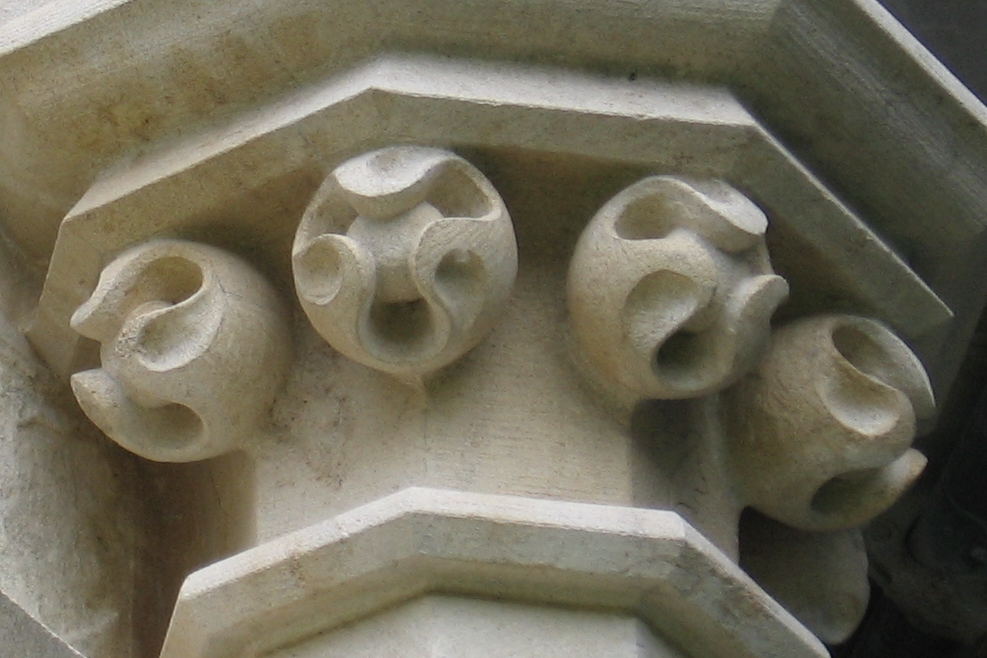
Ball flower

Ball flower (ang.) – rodzaj ornamentu architektonicznego w postaci kuli zamkniętej w płatkach kwiatu. Występował zwłaszcza w dojrzałej fazie gotyku angielskiego zwanej Decorated Style. Kula najczęściej otoczona była trzema płatkami. Ornament umieszczany był  w rzędzie w równych odległościach.